# إتش تي سي ديزاير إتش دي

## سرعة معالجة وحدة المعالجة المركزية (CPU)
1 جيجاهرتز

## التخزين
سعة مخزن الهاتف الداخلي: 1.5 جيجابايت
ذاكرة الوصول العشوائي (RAM): 768 ميجابايت

## فتحة التوسعة
بطاقة الذاكرة microSD™ (متوافقة مع معيار SD 2.0)

## الموصلات
- مقبس صوت استريو بقطر 3.5 ملم
- منفذ USB صغير قياسي (منفذ USB 2.0 صغير ذو 5 سنون)

## المستشعرات
- مستشعر من الفئة G
- بوصلة رقمية
- مستشعر التقارب
- مستشعر الإضاءة المحيطة